# Калиновецька сільська рада (Таращанський район)
| Калиновецька сільська рада — колишній орган місцевого самоврядування у Таращанському районі Київської області з адміністративним центром у с. Калинове. Водоймища на території, підпорядкованій даній раді: річка Гнилий Тікич. Сільській раді були підпорядковані населені пункти: - с. Калинове |

## Склад ради
Рада складалася з 15 депутатів та голови.

### Керівний склад ради
| ПІБ                    | Основні відомості                                                    | Дата обрання | Дата звільнення |
| ---------------------- | -------------------------------------------------------------------- | ------------ | --------------- |
| Кокоша Микола Петрович | Сільський голова, 1951 року народження, освіта, безпартійний         | 26.03.2006   | 31.10.2010      |
| Кокоша Микола Петрович | Сільський голова, 1951 року народження, освіта, член Партії регіонів | 31.10.2010   |                 |

Примітка: таблиця складена за даними джерела